# جائزة بريطانيا الكبرى 1988
جائزة بريطانيا الكبرى 1988 هو سباق فورمولا 1 أقيم بتاريخ 10 يوليو 1988 في حلبة سلفرستون، سيلفرستون، بريطانيا العظمى. كان الثامن من أصل 16 في بطولة العالم لسباقات الفورمولا واحد موسم 1988. حلّ البرازيلي آيرتون سينا أولا بينما جاء البريطاني نايجل مانسيل في المركز الثاني وحصل على المركز الثالث الإيطالي أليساندرو نانيني.